# Cyathura furcata
Cyathura furcata là một loài chân đều trong họ Anthuridae. Loài này được Nunomura & Hagino miêu tả khoa học năm 2000.